# Leymus pseudoracemosus
Leymus pseudoracemosus là một loài thực vật có hoa trong họ Hòa thảo. Loài này được C.Yen & J.L.Yang mô tả khoa học đầu tiên năm 1983.